# Musica Reservata (gruppo musicale)
Musica Reservata è stato un gruppo inglese specializzato nella esecuzione di musica antica.

## Storia
Fondato a Londra nel 1960 da Michael Morrow, John Beckett e John Sothcott, il gruppo è stato uno dei più influenti della sua generazione nell'ambito della riscoperta e della valorizzazione della musica antica, al pari di altri ensemble quali lo Studio der frühen Musik di Thomas Binkley, la Capella Antiqua München di Konrad Ruhland, il Waverly Consort di Michael Jaffee e l'Early Music Consort of London di David Munrow. Direttori del gruppo erano Michael Morrow e John Beckett.
Molti musicisti specializzati in quest'ambito hanno preso parte a questo ensemble prima di fondare a loro volta propri gruppi, che sarebbero divenuti famosi nella successiva generazione: ricordiamo il sopraccennato David Munrow, che fonderà l'Early Music Consort of London, il liutista Anthony Rooley, che diventerà leader di The Consort of Musicke, Christopher Hogwood, che assumerà la direzione dell'Academy of Ancient Music, Margaret Philpot, che diverrà membro del The Medieval Ensemble of London, e il tenore Nigel Rogers, che aderirà a molti altri gruppi.

## Discografia
Questa è la discografia originale del gruppo, i cui dischi sono stati pubblicati in vinile:
- 1967 - Music of the Early Renaissance. John Dunstable and His Contemporaries, con Purcell Consort of Voices (Vox "Turnabout", TV 34058S)
- 1968 - Metaphysical Tobacco. Songs and Dances by Dowland, East, and Holborne, con Purcell Consort of Voices (Decca "Argo", ZRG-572)
- 1968 - To Entertain a King, con Purcell Consort of Voices (Decca "Argo", ZRG 566)
- 1968 - Music from the Time of Christopher Columbus (Philips, 412 026-1 PSP)
- 1968 - French Court Music of the Thirteenth Century (Delysé, DS 3201)
- 1968 - Music from the 100 Years War (Philips "Trésors classiques", 839 753 LY)
- 1970 - Music from the Decameron (Philips "Trésors classiques", 802 904 LY)
- 1971 - Music from the Court of Burgundy (Philips "Trésors classiques", 6500 085)
- 1971 - A Florentine Festival (Decca "Argo", ZRG 602)
- 1971 - 16th Century Italian Dance Music (Philips "Trésors classiques", 6500 102)
- 1971 - 16th Century French Dance Music (Philips "Trésors classiques", 6500 293)
- 1972 - The Instruments of the Middle Ages and Renaissance (Vanguard Classics, 08 9059 72)
- 1976 - Josquin Des Prés (Decca "Argo", ZRG 793)
- 1978 - A Concert of Early Music (Vanguard Classics, SVC 96)